# Peregian Springs
Peregian Springs är en del av en befolkad plats i Australien. Den ligger i kommunen Sunshine Coast och delstaten Queensland, omkring 110 kilometer norr om delstatshuvudstaden Brisbane.
Närmaste större samhälle är Tewantin, omkring 12 kilometer norr om Peregian Springs. Genomsnittlig årsnederbörd är 1 778 millimeter. Den regnigaste månaden är januari, med i genomsnitt 345 mm nederbörd, och den torraste är september, med 40 mm nederbörd.